# Rodzinka Ness
Rodzinka Ness, Przygody potworów z Jeziora Loch Ness, Rodzinka z Jeziora Ness (ang. The Family-Ness) – brytyjski serial animowany z 1984 roku. Przedstawia przygody rodziny potworów z Loch Ness oraz ich ludzkich przyjaciół. Dwoje dzieci – Angus i Ela (ang. Elspeth) MacTout zaprzyjaźniają się z potworami z jeziora Loch Ness, z którymi mają wiele przygód.

## Obsada (głosy)
- Peter Hawkins
- Susan Sheridan

## Fabuła
Nad jeziorem Ness mieszka rodzeństwo: Elspeth i Angus. Ich ojciec jest strażnikiem jeziora, które według legend jest zamieszkane przez tajemniczych mieszkańców. Tylko nieliczni wierzą w tego typu opowieści. Pewnego razu Angus i Elspeth odkrywają słynną rodzinkę smoków, która okazuje się niesłychanie sympatyczna. Bohaterowie zaprzyjaźniają się i razem przeżywają mnóstwo niezwykłych i ekscytujących przygód.

## Wersja polska
W Polsce serial został wydany na VHS pod nazwą Rodzinka Ness oraz Przygody potworów z Jeziora Loch Ness z angielskim dubbingiem i polskim lektorem, którym był Tomasz Knapik. Dystrybucja: Nesse Home Video oraz na DVD pod nazwą Rodzinka z Jeziora Ness.

## Spis odcinków
| Nr             | Polski tytuł                                                   | Angielski tytuł                              |
| Seria pierwsza | Seria pierwsza                                                 | Seria pierwsza                               |
| -------------- | -------------------------------------------------------------- | -------------------------------------------- |
| 1              | Spotkanie z potworem                                           | Elspeth and Angus Meet the Loch Ness Monster |
| 2              | Profesor Dumpkopf i jego podwodny teleskop / Podwodny teleskop | Professor Dumpkopf's Underwater Telescope    |
| 3              | Ela i Angus kupują pieska                                      | Elspeth and Angus Buy a Puppy                |
| 4              | Groźny zmienia kolor                                           | Ferocious-ness Changes His Colour            |
| 5              | Groźny Ness bierze udział w konkursie                          | Ferocious-Ness and the Look-Alike Contest    |
| 6              | Powtórne lekcje                                                | Clever-ness Helps with the Homework          |
| 7              | Szybki ratuje dzień                                            | Speedy-Ness Saves the Day                    |
| 8              | Groźny traci głos                                              | Ferocious-Ness Loses His Roar                |
| 9              | Dzidziuś Ness jest chory                                       | Baby-Ness Gets the Measles                   |
| 10             | Płoszek i Bąblowa Maszyna                                      | Silly-Ness and the Bubble Machine            |
| 11             | Groźny Ness i aparat podsłuchowy                               | Ferocious-Ness and the Sound Machine         |
| 12             | Mądrala Ness i zawody na lodzie                                | Clever-Ness and the Curling Championship     |
| 13             | Labirynt na zamku Urquhart                                     | The Maze of Urquhart Castle                  |

- 14. Professor Dumkopf Makes a Monster Film
- 15. Cudowna kula armatnia / Professor Dumkopf and his Amazing Cannonball
- 16. Sporty-Ness and the Highland Games
- 17. Hungry-Ness and the Diving Bell
- 18. Professor Dumkopf and the Hungry Monster
- 19. Clumsy-Ness Upsets Captain Standfast
- 20. Angus and the Monster Kite
- 21. Captain Standfast and the Golden Key
- 22. Thirsty-Ness and the Part-Time Witch
- 23. Baby-Ness and the Mayor's Statue
- 24. Captain Standfast and the Stowaway
- 25. You'll Never Find a Nessie in a Zoo

## Piosenki
Utwory The Family Ness i You'll Never Find A Nessie In The Zoo wydane na płytach winylowych przez BBC Records And Tapes.